# Eltern-Kind-Entfremdung
Eltern-Kind-Entfremdung, auch elterliches Entfremdungssyndrom (engl. Parental Alienation Syndrome (PAS)), beschreibt ein von Richard A. Gardner 1985 formuliertes Konzept, bei dem ein Kind dauerhaft und zu Unrecht einen Elternteil herabsetzt und beleidigt, meist in der Folge einer Scheidung und/oder eines Streits um das Sorge- oder Umgangsrecht. Eine Reihe von Faktoren sei für dieses Verhalten verantwortlich, so Gardner, unter anderem die Indoktrinierung seitens des betreuenden, bindungsblockierenden Elternteils und der Wunsch des Kindes, den getrennt lebenden Elternteil abzuwerten. Dagegen wird die Ablehnung eines Elternteils durch das Kind, die rechtfertigbar infolge eines Kindesmissbrauchs oder einer tatsächlichen Vernachlässigung entstanden ist, nicht als Eltern-Kind-Entfremdung bezeichnet.
Gardners Theorie und diesbezügliche Forschung wurden extensiv diskutiert, und das PAS wurde fachwissenschaftlich mehrheitlich als Störung nicht anerkannt. Eine Fachjury sowie das Court of Appeal (England und Wales) stellten das Syndrom unter Beweisverbot. Das kanadische Justizministerium sprach sich gegen die Verwendung des PAS als Beweismittel aus, allerdings diente das Syndrom in einigen Familienrechtstreitigkeiten in den Vereinigten Staaten als Entscheidungsgrundlage. In Deutschland stellte das Bundesverfassungsgericht 2023 fest, dass es sich bei dem sogenannten PAS um ein überkommenes und fachwissenschaftlich als widerlegt geltendes Konzept handelt, welches keine hinreichend tragfähige Grundlage für eine am Kindeswohl orientierte Entscheidung bilden kann.
Der Begriff Eltern-Kind-Entfremdung (Parental Alienation) hat sich teilweise als Begriff eingebürgert für damit verwandte bzw. gleichbedeutende Problematiken wie z. B. „Kind betroffen von elterlichen Beziehungsproblemen (Child affected by parental relationship distress)“ bzw. „Psychologische Kindesmisshandlung (Child psychological abuse)“ oder "Caregiver child relation problem", die alle als Diagnose im Diagnostic and Statistical Manual of Mental Disorders der American Psychiatric Association oder als Störung in der Internationalen statistischen Klassifikation der Krankheiten und verwandter Gesundheitsprobleme der WHO  enthalten sind und verschiedentlich von Fachleuten dem Begriff PAS zugeordnet werden.
Das PAS ist nicht eigenständig im Diagnostic and Statistical Manual of Mental Disorders der American Psychiatric Association oder in der Internationalen statistischen Klassifikation der Krankheiten und verwandter Gesundheitsprobleme der WHO als Störung erfasst. Anders lautende Behauptungen, Parental Alienation sei in die ICD-11 aufgenommen worden, müssen als nicht zutreffend angesehen werden. In der aktualisierten Version der ICD-11 wurde der Suchbegriff 'Parental Alienation', der keine Diagnose war, inzwischen entfernt. Der Eintrag in der ICD-11 unter QE52.1, Loss of love relationship in childhood, stellt keine Beschreibung von PA(S) dar, sondern lediglich eine Beeinträchtigung des Kindes aufgrund eines Verlustes einer engen emotionalen Beziehung such as of a parent, a sibling, a very special friend or a loved pet.
Befürworter des PAS-Konzeptes betonen demgegenüber, dass von dessen Kritikern „alle möglichen Entfremdungstatbestände, die mit PAS wenig zu tun haben, fälschlicherweise als PAS bezeichnet und entsprechend abgelehnt“ worden seien.

## Beschreibung

### Eigenschaften und Symptome
Das elterliche Entfremdungssyndrom wurde 1985 zum ersten Mal von dem US-amerikanischen Kinderpsychiater Richard A. Gardner so bezeichnet und beschrieben. Gardner beschrieb das elterliche Entfremdungssyndrom als die Beschäftigung des Kindes damit, einen Elternteil zu kritisieren und abzuwerten. Laut Gardner tritt das Syndrom dann auf, wenn im Kontext eines Sorgerechtstreits ein Elternteil bewusst oder unbewusst versucht, das Kind vom anderen Elternteil zu entfremden. Gardner zufolge äußert sich das Syndrom in Form von acht Symptomen, die sich im Verhalten des Kindes zeigen. Diese Symptome sind:
1. Hass und Abwertung eines Elternteils durch das Kind.
2. schwache, absurde oder alberne Begründungen für diesen Hass und diese Abwertung,
3. Fehlen der üblichen Ambivalenz gegenüber dem entfremdeten Elternteil,
4. starkes Bestehen des Kindes darauf, dass es allein seine Entscheidung war, einen Elternteil abzulehnen,
5. reflexartige Unterstützung des bevorzugten Elternteils während des Sorgerechtsstreits,
6. Fehlen von Schuldgefühlen bezüglich des Verhaltens gegenüber dem entfremdeten Elternteil,
7. Gebrauch von Redewendungen und Szenarien des bevorzugten Elternteils,
8. Abwertung nicht nur des entfremdeten Elternteils, sondern auch von dessen Familie und Freunden.[20][21][22]

Diese acht Faktoren wurden allerdings nicht von Experten in dem Bereich erforscht.
Gardner unterscheidet drei Stufen des PAS, eine milde, eine mittlere und eine schwere. Die Anzahl und das Ausmaß der acht Symptome nehmen im Verlauf der Stufen zu.
Als schwache Entfremdung gilt, wenn das Kind zwar gegen den entfremdeten, getrennt lebenden Elternteil eingestellt ist, es aber die Besuche des getrennt lebenden Elternteils wenig oder überhaupt nicht ablehnt. Die mittlere Stufe des Syndroms äußert sich in heftigerer Ablehnung von Besuchen und deutlich negativer Einstellung gegenüber dem entfremdeten Elternteil. Gardner empfiehlt in solchen Fällen, dass der betreuende Elternteil das Sorgerecht behält, falls er es unterlässt, das Kind vom getrennt lebenden Elternteil zu entfremden. Falls die Entfremdung fortgeführt wird, so empfiehlt Gardner die Übertragung des Sorgerechts auf den entfremdeten Elternteil sowie eine Therapie zur Verbesserung der Beziehung zwischen dem Kind und dem entfremdeten Elternteil.
In schweren Fällen weist das Kind alle acht Symptome auf und weigert sich, den entfremdeten Elternteil zu besuchen, bis hin zu Drohungen, fortzulaufen oder Selbstmord zu begehen, falls die Besuche fortgesetzt werden. Gardner empfiehlt, das Kind aus dem Haus des betreuenden, bevorzugten Elternteils zu entfernen und es in einem Heim unterzubringen, bis das Kind bei dem entfremdeten Elternteil einziehen kann. Zusätzlich befürwortet Gardner eine therapeutische Behandlung des Kindes. Gardners empfohlene Interventionen für die mittlere und schwere Stufe des Syndroms, einschließlich der gerichtlich angeordneten Übergabe des Kindes an den entfremdeten Elternteil, wurden kritisiert, unter anderem als exzessive Strafmaßnahmen gegen das Kind und den betreuenden Elternteil. Mit der Zeit revidierte Gardner seine Ansichten und sprach sich weniger stark für die aggressivsten Interventionen aus.

### Diskussion der Folgen für das Kind
Laut Wilfrid von Boch-Galhau, der die Anerkennung des PAS befürwortet, verursache das Syndrom psychische Schäden wie beispielsweise eine gestörte Selbst- und Fremdwahrnehmung. Eine eigene Identität könne sich nicht in gesundem Maße ausbilden. Als Spätfolgen könne es noch im Erwachsenenalter zu Essstörungen, Süchten, posttraumatischen Belastungsstörungen und anderen psychischen und psychosomatischen Erkrankungen kommen.
Amy Baker stellte 2005 und 2007 in qualitativen Interviewstudien mit 38 bzw. 40 Erwachsenen, die nach eigenen Angaben als Kind Eltern-Kind-Entfremdung erlebten, ein erhöhtes Leiden an Depression, Drogen-/Alkoholmissbrauch, Mangel an Vertrauen, Entfremdung von den eigenen Kindern und hohe Scheidungsraten fest. Ihr Untersuchungsdesign wurde von Beth Venzke als Pseudowissenschaft und ihre Schlussfolgerungen über die Folgen des PAS mangels empirischer Validität des Syndroms als verfrüht kritisiert. Auch Benjamin D. Garber sieht die von Baker veröffentlichten retrospektiven Berichte als unwissenschaftliche anekdotische Evidenz.

## Rezeption
Das Syndrom wird weder von der American Medical Association noch von der American Psychiatric Association direkt anerkannt. Die American Psychological Association (APA) gab keine Stellungnahme zu dem Syndrom ab, äußerte allerdings Bedenken aufgrund fehlender bekräftigender Daten und der Verwendung des Begriffs. Darüber hinaus wies die APA darauf hin, dass das Syndrom in Sorgerechtsfragen als ein Mittel eingesetzt wird, um das Sorgerecht an Väter zu vergeben, die in der Vergangenheit gewalttätig waren. Andere Kommentatoren teilen diese Besorgnis, andere weisen ebenfalls darauf hin, ohne die Diagnose, wenn sie auf einer breiteren Basis der familiären Dynamik beruht, deswegen grundsätzlich abzulehnen. Der United States National Council of Juvenile and Family Court Judges lehnt das Syndrom sowie dessen Verwendung in Sorgerechtsfragen ab. Beim Vorwurf des PAS müsse das Gericht voraussetzen, dass das Verhalten und die Einstellungen der Kinder gegenüber dem Elternteil, der behauptet, entfremdet worden zu sein, keine Grundlage in der Realität haben. Das PAS, das wissenschaftlich invalide sei, lenke so von dem Verhalten dieses Elternteils ab.
Das elterliche Entfremdungssyndrom wurde trotz der Bemühungen Gardners und anderer Verfechter des Syndroms nicht in die vierte Auflage des Diagnostischen und Statistischen Handbuchs Psychischer Störungen (DSM-IV) aufgenommen. Befürworter der wissenschaftlichen Anerkennung des PAS haben es als Parental Alienation Disorder für die Aufnahme in die fünfte Auflage des DSM (DSM-5) eingereicht. Ein 2010 erschienener Entwurf des DSM-5 schloss das Syndrom aus. Im Dezember 2012 gab die American Psychiatric Association bekannt, dass das Syndrom nicht in die fünfte, im Mai 2013 erschienene Auflage des DSM aufgenommen werde.
Es gibt jedoch mit dem PAS verwandte Phänomene wie z. B. "Kind betroffen von elterlichen Beziehungsproblemen (Child affected by parental relationship distress)" oder "Psychologische Kindesmisshandlung (Child psychological abuse)", die alle als Diagnose im Diagnostic and Statistical Manual of Mental Disorders der American Psychiatric Association anerkannt und enthalten sind und in diesem Zusammenhang auch verschiedentlich von Fachleuten dem Begriff PAS zugeordnet werden.
Gardner war anfangs der Ansicht, dass Mütter in 90 % der Fälle für die Entfremdung verantwortlich seien. Später behauptete er allerdings, dass Mütter und Väter mit gleicher Wahrscheinlichkeit entfremden. Das elterliche Entfremdungssyndrom wurde in seiner ursprünglichen Formulierung, in der hauptsächlich Mütter den entfremdenden Elternteil darstellten, von Väterrechtsgruppen befürwortet, weil es Vätern ermöglichte, die Abneigung des Kindes zu erklären und ihren ehemaligen Partnerinnen Schuld zuzuweisen. Das elterliche Entfremdungssyndrom ist als sexistisch beschrieben worden, weil Väter unter Anführung des Syndroms legitime Ängste und Bedenken hinsichtlich Kindesmissbrauchs diskreditieren können. Frauengruppen argumentieren, dass das elterliche Entfremdungssyndrom Missbrauchstätern die Behauptung erleichtere, Missbrauchsbeschuldigungen durch Mutter oder Kind seien das Ergebnis von Gehirnwäsche. Das Syndrom kommt vor Gericht vor allem als Verteidigungsstrategie bei Anklagen wegen sexuellen Missbrauchs von Kindern zum Einsatz. Gardner selbst stellte fest, dass das elterliche Entfremdungssyndrom zunehmend als entlastendes Manöver vor Gericht missbraucht werde, widersprach aber dem Vorwurf des Sexismus mit der Erklärung, die revidierte Beschreibung des Syndroms gehe davon aus, dass Mütter und Väter gleich häufig entfremden.

### Wissenschaftlicher Status
An Gardners Beschreibung des elterlichen Entfremdungssyndroms ist verschiedentlich Kritik geübt worden. Kritiker argumentieren vor allem, dass Gardners Theorie keine wissenschaftlichen Basis habe und dass es sich um eine Hypothese handele, für welche bisher nicht genügend Beweise vorgelegt wurden. Die ersten Publikationen zum Thema erschienen in Selbstverlagen und wurden nicht im Rahmen eines Peer-Review-Prozesses beurteilt. Spätere Ergebnisse wurden zwar in Fachzeitschriften mit Peer-Review veröffentlicht, allerdings handelte es sich bei der Mehrzahl dieser Ergebnisse um anekdotische Evidenz in Form von Fallstudien. Darüber hinaus fehle es der beschränkten Forschung zu dem Thema an Reliabilität und Validität. Gardners Untersuchungsdesign führe zudem zwangsläufig zu einer Bestätigung seiner Hypothesen, da er in seinen selbstveröffentlichten Untersuchungen an nicht-randomisierten Stichproben die Nullhypothese nicht teste. Das Fehlen von objektiver Forschung, Replikationsuntersuchungen, Falsifizierbarkeit und unabhängigen Veröffentlichungen führte zu der Charakterisierung des Syndroms als Pseudowissenschaft und Junk Science. Verfechter des elterlichen Entfremdungssyndroms stimmen zu, dass umfangreiche, systematische Kontrollstudien notwendig sind, um die Validität und Reliabilität des Syndroms zu erforschen.
Die theoretische Fundierung des Syndroms ist als unvollständig, simplifizierend und fehlerhaft bezeichnet worden, insbesondere weil der Ansatz mehrere Faktoren ignoriert, die zur Entfremdung und zur Auflösung der Bindung zwischen einem Elternteil und dem Kind beitragen können. Andere Kritikpunkte sind, dass das Syndrom die normale Reaktion des Kindes auf die Scheidung der Eltern mit Psychose gleichsetze, die negativen Auswirkungen von Eltern-Kind-Entfremdung übertreibe und Interventionen vorschlage, die ungenügend erforscht seien und gefährdend sein könnten. Darüber hinaus gebe es nicht genug empirische Daten, um zwischen entfremdeten Kindern und misshandelten oder traumatisierten Kindern sowie Kindern mit ADHS, ODD oder Angst- und affektiven Störungen zu differenzieren. Gardner wird vorgeworfen, er habe eine diffuse Häufung von Verhaltensweisen als Syndrom bezeichnet, obwohl es dafür keine angemessene wissenschaftliche Grundlage gebe. Auch Verfechter des elterlichen Entfremdungssyndroms sind der Meinung, dass die Bezeichnung als Syndrom unangemessen sei, weil der Begriff „Syndrom“ mehr Wissenschaftlichkeit suggeriere, als derzeit gerechtfertigt sei. Als problematisch wird von Gunther Klosinski Gardners Aussage angesehen, dass bei den Kindern, die einen Elternteil ablehnen, vonseiten des anderen Elternteils eine „Gehirnwäsche“ durchgeführt worden sei. Gardner habe sich einer Sprache bedient, die von Militärärzten im Koreakrieg und von Fachleuten im Zusammenhang mit Sekten verwendet werde.
Laut William Bernet, der für die Aufnahme der neu benannten parental alienation disorder in das DSM plädiert, ist das Syndrom eine ernsthafte psychische Störung, die viele Kinder und Familien betreffe. Laut William Bernet, MD und Professor emeritus der Vanderbilt University School of Medicine, dürfe die Definition einer Entfremdung nicht auf das Konzept von Gardner beschränkt bleiben. "Es gibt nahezu keine Uneinigkeit unter "mental health professionals", die mit Kindern geschiedener Eltern arbeiten, dass PA bei vielen Kindern auftaucht, deren Eltern sich an andauernden heftigen Streitigkeiten beteiligen."

## Gebrauch des Begriffs im Sorge- und Umgangsrechtsstreit
Mit dem Erstarken der Väterrechts- und Männerrechtsbewegung wird das elterliche Entfremdungssyndrom gelegentlich im Rahmen von Umgangsrechtsstreitigkeiten, vor allem bei Umgangsverweigerung thematisiert. Laut einem Bericht von Reem Alsalem lässt sich beobachten, dass Familiengerichte weltweit eine erhöhte Tendenz aufweisen, Vorwürfe von PAS in ihre Entscheidungen miteinzubeziehen. Diese Vorwürfe würden zumeist gegen Mütter erhoben und dienten häufig dazu, häusliche Gewalt zu verharmlosen.
Der abgelehnte Elternteil kann das Verhalten des ehemaligen Partners und dessen Beziehung zum Kind falsch deuten und es als krankhaft empfinden. Häufig ist es unklar, ob das Kind einen Elternteil aus eigenen Stücken ablehnt oder ob die Ablehnung durch den sorgeberechtigten Elternteil verursacht wurde. Letzteres wird von dem Rechtspsychologen Kemal Temizyürek als Bindungsblockade bezeichnet. Laut Jörg M. Fegert handelt es sich beim „Parental Alienation Syndrome“ tatsächlich um das „Parental Accusation Syndrome“ (dt. elterliches Beschuldigungssyndrom), welches als taktische Waffe in Sorgerechtsfragen eingesetzt werde, um den anderen Elternteil vor Gericht zu belasten. Laut Correctiv-Recherchen gibt es auch in Deutschland Fälle, in denen Anwälte Betroffenen von häuslicher Gewalt raten, diese zu verschweigen, um den Vorwurf der Entfremdung zu umgehen.
Der Diplompsychologe Jörg Fichtner wirft der Väterrechtsbewegung vor, das Kindeswohl mit den Interessen des getrennt lebenden Elternteils, meist des Vaters, zu verwechseln und Mütterlichkeit anzugreifen. Der gesellschaftliche Anspruch eines lebendigen Kontaktes zu den eigenen Kindern habe für Väter zugenommen und dieser werde dann nachholend in Folge einer Trennung eingefordert, „was dann schon mal im Widerspruch zum bisherigen Alltag und zu den Vorstellungen der Mütter steht“. Eine US-amerikanische Studie über 2000 elektronisch publizierte Gerichtsentscheidungen ergab einen Gender Bias zulasten von Müttern, denen gegenüber der Entfremdungsvorwurf erhoben wurde. Sie verloren dann doppelt so häufig das Sorgerecht. Wurde hingegen dem Vater Entfremdung vorgeworfen, hatte das keine Auswirkung auf den Ausgang des Sorgerechtsverfahrens.

## Audio
- Wie rechte Netzwerke das Familienrecht unterwandern Die Entfremdungs-Lüge, 55.30 Minuten Audio-Version, von Heiko Rahms und Stephanie Schmidt, Deutschlandfunk Feature, 15. April 2025, Sorgerecht Wie rechte Netzwerke gegen Mütter vorgehen

## Film
Der preisgekrönte Film Weil du mir gehörst aus dem Jahr 2019 inszeniert die Thematik der Eltern-Kind-Entfremdung.